# Palmaria (otok)
Palmaria je talijanski otok u ligurskom moru na najzapadnijem dijelu zaljeva La Spezia. On je najveći otok otočja Spezzina koji čine još dva otoka, Tino na jugu i maleni Tinetto sjevernije, koji čine povezan niz.  
Otok ima površinu od 1,89 km² i najviši vrh od 190,6 m, a nalazi se u jednoj od najslikovitijih i najpoznatijih mediteranskih priobalnih područja, poznatom po svojoj ljepoti i popularnosti kao turističke destinacije. Obala Cinque Terre sa svojih pet sela i okolna brda Nacionalnog parka Portovenere su zajedno s ova tri otoka od 1997. god. UNESCO-ova svjetska baština. 

## Odlike
Otok ima trokutasti oblik i njegove dvije strane, prema luci Venere i zaljevu La Spezia, su gotovo lišene ljudskog utjecaja, sa samo ponekom vilom i travnjacima. One imaju blage litice iznad mora i prekrivene su tipičnom mediteranskom vegetacijom. Zapadna strana prema otvorenom moru ima oštrije litice i mnogo špilja kao što su: Grotta Azzurra, do koje se može doći samo morem, i Grotta dei Colombi, za koju je potrebna planinarska oprema. Grotta dei Colombi je važna i zbog arheoloških nalaza iz pleistocena, tj. kostiju divokoza i snježnih sova uz ljudske grobove iz oko 3000. pr. Kr.
Na otoku se nalaze dvije vojne utvrde, Forte Umberto I i Forte Cavour, koje su nepristupačne, ali i zatvor iz 19. stoljeća u zaljevu Punta Scuola, koji je danas muzej. Po otoku su raštrkani i mnogi bunkeri iz Drugog svjetskog rata koji su zarasli u lokalnu vegetaciju, ali i svjetionik blizu utvrda.
Na južnom dijelu otoka se nalazi stari kamenolom crnog mramora Nero Portoro od kojega su ostali stari kran, vučni sustav i ruine radničkog naselja.

### Flora
Izvorna šuma Makije i Hrasta crnike je ljudskim djelovanjem promijenjena i danas se na otoku nalaze većinom borovi  (Pinus pinaster i Pinus halepensis), hrast medunac (Quercus pubescens), mastika (Pistacia lentiscus), cist (Cistus monspeliensis, Cistus salvifolius i Cistus incanus), drik (Genista), a ljudi su donijeli i platane (Platanus) i palme. Ukupno na Palmariji ima oko 500 vrsta biljaka.

## Galerija
- Zaljev Spezia.
- Palmaria i Tino

## Vanjske poveznice
|  | Zajednički poslužitelj ima još gradiva o temi Palmaria (otok) |

- Službena stranica otoka
- Kamenolom Marmoro Portoro  Arhivirana inačica izvorne stranice od 23. travnja 2011. (Wayback Machine)